# Canon van de Nederlandse letterkunde
De Canon van de Nederlandse literatuur werd in 2002 door de leden van de Maatschappij der Nederlandse Letterkunde omschreven. De Canon omvat de volgens stemmers ruim 100 meest klassieke literaire auteurs en de 125 meest klassieke literaire werken uit het Nederlands taalgebied. De volgorde en samenstelling in de beide onderdelen van de Canon is tot stand gekomen op basis van de uitgebrachte stemmen.
Op 1 juli 2015 zag een nieuwe Canon van de Vlaams-Nederlandse literatuur (ook: De canon van de Nederlandse Literatuur vanuit Vlaams perspectief) met 51 titels het licht, waarin ruimere aandacht wordt besteed aan het Vlaamse literaire erfgoed. Deze lijst werd  samengesteld in opdracht van de Koninklijke Academie voor Nederlandse Taal- en Letterkunde in Vlaanderen en het Vlaams Fonds voor de Letteren.

## Canon door Maatschappij der Nederlandse Letterkunde (2002)

### Auteurs
1. Multatuli

2. Joost van den Vondel

3. W.F. Hermans

4. Willem die Madocke maecte (de auteur van Van den vos Reynaerde)

5. Louis Couperus

6. Gerard Reve

7. P.C. Hooft

8. Willem Elsschot

9. G.A. Bredero

10. Martinus Nijhoff

11. Herman Gorter

12. Harry Mulisch

13. Nicolaas Beets (Hildebrand)

14. Nescio

15. Simon Vestdijk

16. De auteur van Beatrijs

17. Hugo Claus

18. F. Bordewijk

19. Betje Wolff & Aagje Deken

20. De auteur van Karel ende Elegast

21. Constantijn Huygens

22. Gerrit Achterberg

23. Louis Paul Boon

24. Hadewijch

25. Guido Gezelle

26. Hella Haasse

27. J. Slauerhoff

28. De auteur van Mariken van Nieumeghen

29. Frederik van Eeden

30. Paul van Ostaijen

31. J.C. Bloem

32. Ida Gerhardt

33. De auteur van Elckerlijc (15e eeuw)

34. J.H. Leopold

35. Jan Wolkers

36. E. du Perron

37. Lucebert

38. François HaverSchmidt (Piet Paaltjens)

39. Theo Thijssen

40. Marcellus Emants

41. Willem Kloos

42. M. Vasalis

43. De auteur van het Wilhelmus (ca. 1572)

44. Herman Heijermans

45. Willem Bilderdijk

46. Carry van Bruggen

47. Annie M.G. Schmidt

48. Desiderius Erasmus

49. De auteur van de Abele spelen (ca. 1400)

50. Menno ter Braak

51. Jacob Cats

52. Jacob van Lennep

53. Cd. Busken Huet

54. H. Marsman

55. J.J. Voskuil

56. Jacob van Maerlant

57. Arthur van Schendel

58. Maurice Gilliams

59. Anna Blaman

60. Gerrit Kouwenaar

61. Penninc & Pieter Vostaert, Roman van Walewein (begin 13e eeuw)

62. De auteur van het lied 'Egidius waer bestu bleven'

63. Lodewijk van Deyssel

64. Johan Huizinga

65. Heinric van Veldeken

66. Pieter Langendijk

67. Remco Campert

68. F. Springer

69. A.F.Th. van der Heijden

70. Justus van Effen

71. Hieronymus van Alphen

72. Stijn Streuvels

73. Ina Boudier-Bakker

74. Karel van de Woestijne

75. Gerard Walschap

76. A. Alberts

77. Simon Carmiggelt

78. Marga Minco

79. Anne Frank

80. Cees Nooteboom

81. Tessa de Loo

82. Frans Kellendonk

83. Arnon Grunberg (Marek van der Jagt)

84. Jan van Ruusbroec

85. De auteur van Ulenspieghel (ca. 1519)

86. Anna Bijns

87. Adriaen Valerius

88. De vertalers van de Statenbijbel (1637)

89. Jacob Campo Weyerman

90. Belle van Zuylen

91. Hendrik Tollens

92. De Schoolmeester (Gerrit van de Linde)

93. P.A. Daum

94. Jacques Perk

95. Henriette Roland Holst-van der Schalk

96. P.C. Boutens

97. J. van Oudshoorn

98. Herman Teirlinck

99. Adriaan Roland Holst

100. Maria Dermoût

101. Marnix Gijsen

102. Belcampo

103. Godfried Bomans

104. Hans Faverey

105. Jan Cremer

106. Jeroen Brouwers

107. Maarten 't Hart

108. Thomas Rosenboom

### Literaire werken
1. Multatuli, Max Havelaar (1860)

2. Van den vos Reynaerde (13e eeuw) (anoniem, Willem die Madocke maecte)

3. Gerard Reve, De avonden (1947)

4. Joost van den Vondel, Gysbreght van Aemstel (1637)

5. W.F. Hermans, De donkere kamer van Damokles (1958)

6. Nicolaas Beets (Hildebrand), Camera Obscura (1839)

7. Beatrijs (midden 13e eeuw) (anoniem)

8. Karel ende Elegast (einde 12e eeuw) (anoniem)

9. W.F. Hermans, Nooit meer slapen (1966)

10. P.C. Hooft, Lyriek [w.o. liederen, sonnetten]

11. Mariken van Nieumeghen (begin 16e eeuw) (anoniem)

12. Louis Couperus, Eline Vere (1889)

13. Herman Gorter, Mei (1889)

14. Betje Wolff & Aagje Deken, Sara Burgerhart (1782)

15. Louis Couperus, Van oude menschen, de dingen die voorbijgaan (1906)

16. Joost van den Vondel, Lucifer (1654)

17. Elckerlijc (15e eeuw) (anoniem)

18. G.A. Bredero, Spaanschen Brabander (1617)

19. Louis Paul Boon, De Kapellekensbaan (1953)

20. Hugo Claus, Het verdriet van België (1983)

21. Nescio, De uitvreter (1918)

22. Harry Mulisch, De ontdekking van de hemel (1992)

23. Louis Couperus, De kleine zielen (1901)

24. Willem Elsschot, Lijmen (1924)

25. P.C. Hooft, Nederlandsche Historien (1642-1647)

26. Nescio, Titaantjes (1918)

27. F. Bordewijk, Karakter (1938)

28. E. du Perron, Het land van herkomst (1935)

29. F. Bordewijk, Bint (1934)

30. Willem Elsschot, Het been (1938)

31. Frederik van Eeden, De kleine Johannes (1885-1906)

32. Het Wilhelmus (ca. 1572) (anoniem)

33. Gerard Reve, Nader tot U (1966)

34. Theo Thijssen, Kees de jongen (1923)

35. Harry Mulisch, Het stenen bruidsbed (1959)

36. Ida Gerhardt, Verzamelde gedichten (1980)

37. G.A. Bredero, Groot Lied-boeck (postuum, 1622)

38. Nescio, Dichtertje (1918)

39. Willem Elsschot, Kaas (1933)

40. Simon Vestdijk, Terug tot Ina Damman (1934)

41. Harry Mulisch, De aanslag (1982)

42. Hadewijch, Strofische gedichten (13e eeuw)

43. Abele spelen (ca. 1400) (anoniem)

44. Herman Gorter, Verzen (1890)

45. Marcellus Emants, Een nagelaten bekentenis (1894)

46. Multatuli, Woutertje Pieterse (1862-1877)

47. J.H. Leopold, Gedichten (postuum, 1983)

48. Louis Couperus, De stille kracht (1900)

49. Martinus Nijhoff, Awater (1934)

50. J.C. Bloem, Verzamelde gedichten (1947)

51. Penninc & Pieter Vostaert, Roman van Walewein (begin 13e eeuw)

52. 'Egidius, waer bestu bleven' (ca. 1350) (anoniem)

53. Desiderius Erasmus, Lof der Zotheid (1509)

54. Willem Elsschot, Villa des Roses (1913)

55. J. Slauerhoff, Verzamelde gedichten (postuum, 1947)

56. Willem Elsschot, Verzameld werk (1957)

57. Gerrit Achterberg, Verzamelde gedichten (1962)

58. J.J. Voskuil, Het Bureau (1996-2000)

59. Joost van den Vondel, Hekeldichten (1646)

60. Simon Vestdijk, Anton Wachter-cyclus (1934-1960)

61. Gerard Reve, Op weg naar het einde (1963)

62. Jacob van Lennep, Ferdinand Huyck (1840)

63. Multatuli, Ideën (1862-1877)

64. François HaverSchmidt (Piet Paaltjens), Snikken en grimlachjes (1867)

65. Herman Heijermans, Op hoop van zegen (1900)

66. Johan Huizinga, Herfsttij der Middeleeuwen (1919)

67. Maurice Gilliams, Elias of het gevecht met de nachtegalen (1936)

68. Martinus Nijhoff, Het uur U (1936)

69. M. Vasalis, Parken en woestijnen (1940)

70. Martinus Nijhoff, Verzameld werk: gedichten (1954)

71. Jan Wolkers, Terug naar Oegstgeest (1965)

72. W.F. Hermans, Onder professoren (1975)

73. Ulenspieghel (ca. 1519) (anoniem)

74. P.C. Hooft, Granida (1603-1604)

75. P.C. Hooft, Geeraerdt van Velsen (1613)

76. P.C. Hooft, Warenar (1617)

77. Joost van den Vondel, Palamedes (1625)

78. Statenbijbel (1637) (diverse vertalers)

79. Hieronymus van Alphen, Kleine gedichten voor kinderen (1778-1782)

80. Jacob van Lennep, De Roos van Dekama (1836)

81. Frederik van Eeden, Van de koele meren des doods (1900)

82. J.H. Leopold, Cheops (1916)

83. Carry van Bruggen, Prometheus (1919)

84. Paul van Ostaijen, Verzameld werk: poëzie (postuum, 1952)

85. Anne Frank, Het Achterhuis (postuum, 1947)

86. Hella Haasse, Oeroeg (1948)

87. Hella Haasse, Het woud der verwachting (1949)

88. Simon Vestdijk, De kellner en de levenden (1949)

89. Hugo Claus, Oostakkerse gedichten (1955)

90. Jan Cremer, Ik Jan Cremer (1964)

91. Frans Kellendonk, Mystiek lichaam (1986)

92. Jacob Cats, Trouringh (1637)

93. Constantijn Huygens, Korenbloemen (1658, 1672)

94. Pieter Langendijk, Wiskunstenaars of 't gevluchte juffertje (1715)

95. Hendrik Tollens, Overwintering der Hollanders op Nova Zembla (1819)

96. Gerrit van de Linde, Gedichten van den schoolmeester (1859)

97. P.A. de Genestet, Dichtwerken (postuum, 1869)

98. Jacques Perk, Mathilde (ca. 1879)

99. Cd. Busken Huet, Het land van Rembrand (1882-1884)

100. Lodewijk van Deyssel, Een liefde (1887)

101. Arthur van Schendel, Een zwerver verliefd (1904)

102. Louis Couperus, De berg van licht (1905-1906)

103. Louis Couperus, Iskander (1920)

104. Paul van Ostaijen, Bezette stad (1921)

105. J.C. Bloem, 'De Dapperstraat' (1924)

106. Martinus Nijhoff, Vormen (1924)

107. Carry van Bruggen, Eva (1927)

108. J. Slauerhoff, Schuim en asch (1930)

109. J. Slauerhoff, Het verboden rijk (1932)

110. Forum (1932-1935) (tijdschrift)

111. Gerard Walschap, Houtekiet (1939)

112. Jan de Hartog, Hollands Glorie (1940)

113. Godfried Bomans, Erik of Het klein insectenboek (1941)

114. Willem Elsschot, Het dwaallicht (1946)

115. Simon Vestdijk, De vuuraanbidders (1947)

116. W.F. Hermans, De tranen der acacia's (1949)

117. Simon Vestdijk, De koperen tuin (1950)

118. Louis Paul Boon, Menuet (1955)

119. Remco Campert, Het leven is vurrukkulluk (1961)

120. Nescio, Verzameld werk (postuum, 1996)

121. Hugo Claus, Omtrent Deedee (1963)

122. Frank Martinus Arion, Dubbelspel (1973)

123. Lucebert, Verzamelde gedichten (1974)

124. Maarten 't Hart, Een vlucht regenwulpen (1978)

125. Tessa de Loo, De Tweeling (1993)

## Auteurs van de Vlaams-Nederlandse literatuurcanon (2015)
1. Hendrik van Veldeke, Sente Servas (1170/1180)
2. Penninc en Pieter Vostaert, Walewein (13e eeuw)
3. Hadewych, Liederen (ca. 1240)
4. Jacob van Maerlant, Der naturen bloeme (ca. 1270)
5. Van den vos Reynaerde (ca. 1260)
6. Karel ende Elegast (vóór 1325)
7. Jan van Ruusbroec, Die geestelike brulocht (ca. 1343)
8. Beatrijs (vóór 1374)
9. Lanseloet van Denemerken (ca. 1400)
10. Gruuthuseliedboek (ca. 1400)
11. Elckerlijc (tweede helft 15e eeuw)
12. Mariken van Nieumeghen (ca. 1515)
13. Anna Bijns, Refreinen (eerste bundel)(1528)
14. Antwerps Liedboek (Antwerpen: Jan Roulans, 1544)
15. Geuzenliederen (een uitgave met het Wilhelmus) (1577-1578/1626)
16. Gerbrand Adriaensz. Bredero, Spaanschen Brabander (1617)
17. P.C. Hooft, Gedichten van den heere P.C. Hooft (1636)
18. Joost van den Vondel, Poëzy of verscheide gedichten (1650)
19. Constantijn Huygens, Trijntje Cornelis (1653)
20. Joost van den Vondel, Lucifer (1654)
21. Hendrik Conscience, De leeuw van Vlaanderen (1838)
22. Multatuli, Max Havelaar (1860)
23. Herman Gorter, Verzen (1890)
24. Willem Kloos, Verzen (1894)
25. Guido Gezelle, Rijmsnoer (1897)
26. Louis Couperus, De stille kracht (1900)
27. Cyriel Buysse, Het gezin van Paemel (1903)
28. Karel van de Woestijne, Het vader-huis (1903)
29. Nescio, 'Dichtertje', 'De uitvreter', 'Titaantjes' (1918)
30. Stijn Streuvels, Het leven en de dood in den ast (1926)
31. Paul van Ostaijen, Nagelaten gedichten (1928)
32. Martinus Nijhoff, Nieuwe gedichten (1934), waarin 'Awater (gedicht)'
33. Maurice Gilliams, Elias of het gevecht met de nachtegalen (1936)
34. F. Bordewijk, Karakter (1938)
35. Gerard Walschap, Houtekiet (1939)
36. Gerrit Achterberg, Eiland der ziel (1939)
37. M. Vasalis, Parken en woestijnen (1940)
38. Richard Minne, Wolfijzers en schietgeweren (1942)
39. Willem Elsschot, Het dwaallicht (1946)
40. Gerard Reve, De avonden (1947)
41. Hella S. Haasse, Oeroeg (1948)
42. Lucebert, Apocrief / de analphabetische naam (1952)
43. Louis Paul Boon, De Kapellekensbaan (1953)
44. Ida G.M. Gerhardt, Het levend monogram (1955)
45. Hugo Claus, De Oostakkerse gedichten (1955)
46. Ivo Michiels, Het boek alfa (1963)
47. J.C. Bloem, Verzamelde gedichten (1965)
48. Willem Frederik Hermans, Nooit meer slapen (1966)
49. Jef Geeraerts, Gangreen 1. Black Venus (1968)
50. Harry Mulisch, De aanslag (1982)
51. Hugo Claus, Het verdriet van België (1983)

## Auteurs van de Vlaams-Nederlandse literatuurcanon (update 2020)
Nieuwe toevoegingen:
1. Frederik van Eeden, Van de koele meren des doods (1900)
2. Felix Timmermans, Pallieter (1916)
3. Louis Paul Boon, Zomer te Ter-Muren (1956, toegevoegd aan De Kapellekensbaan omdat het in feite om een ondeelbaar tweeluik gaat[1])
4. Jan Wolkers, Turks fruit (1969)

Auteurs behouden met andere titel:
1. Hendrik van Veldeke, Minneliederen (1170/1190)
2. Constantijn Huygens, Korenbloemen (1658)
3. Cyriel Buysse, Tantes (1924)
4. Willem Frederik Hermans, De donkere kamer van Damokles (1958)
5. Harry Mulisch, De ontdekking van de hemel (1992)

Verdwenen in update 2020:
1. Geuzenliedboek
2. Willem Kloos, Verzen
3. Richard Minne, Wolfijzers en schietgeweren
4. Jef Geeraerts, Gangreen 1 (Black Venus)